# Amphiscepa nodipennis
Amphiscepa nodipennis är en insektsart som först beskrevs av Ernst Friedrich Germar 1821.  Amphiscepa nodipennis ingår i släktet Amphiscepa och familjen sköldstritar. Inga underarter finns listade i Catalogue of Life.